# Echeandia durangensis
Echeandia durangensis är en sparrisväxtart som först beskrevs av Jesse More Greenman, och fick sitt nu gällande namn av Robert William Cruden. Echeandia durangensis ingår i släktet Echeandia och familjen sparrisväxter. Inga underarter finns listade i Catalogue of Life.